# Astor d'argento al miglior regista
L'Astor d'Argento al miglior regista è un premio cinematografico del Festival internazionale del cinema di Mar del Plata assegnato alla miglior regista. Viene assegnato, con questo nome, dal 2004. 
Il festival non venne svolto dal 1967 al 1969, successivamente al colpo di Stato militare del 1966 in Argentina e all'allestimento di un festival cinematografico a Rio de Janeiro, in Brasile. Riprese nel 1970, ma subì una nuova e lunga interruzione fino al 1996.

## Vincitori

### Anni 1959-1970
- 1959: Rolf Thiele - La ragazza Rosemarie (Das Mädchen Rosemarie)
- 1960: Pietro Germi - Un maledetto imbroglio
- 1961: Henri-Georges Clouzot - La verità (La vérité)
- 1962: François Truffaut - Jules e Jim (Jules et Jim)
- 1963: Dino Risi - Il sorpasso
- 1964: Karel Kachyňa - Nadeje
- 1965: Claude Lelouch - Una ragazza e quattro mitra (Une fille et des fusils)
- 1966: Antonio Pietrangeli - Io la conoscevo bene
- 1967: non assegnato
- 1968: György Révész - Egy szerelem három éjszakája
- 1969: non assegnato
- 1970: Frank Perry - I brevi giorni selvaggi (Last Summer)

### Anni 1996-1999
- 1996: Zhang Yuan - Dong gong xi gong
- 1997: Ricardo Franco - La buona stella (La buena estrella)
- 1998: Paolo e Vittorio Taviani - Tu ridi
- 1999: Giuseppe Bertolucci - Il dolce rumore della vita

### Anni 2000-2009
- 2000: non assegnato
- 2001: Jean-Pierre Denis - Les Blessures assassines
- 2002: István Szabó - A torto o a ragione (Taking Sides)
- 2003: Antonio Chavarrías - Volverás
- 2004: Benedek Fliegauf - Dealer
- 2005: Yasmine Kassari - L'enfant endormi
- 2006: Marco Martins - Alice
- 2007:
  - Marina Spada - Come l'ombra
  - Hong Sang-soo - Woman on the Beach (Haebyeonui yeoin)
- 2008: Kiyoshi Kurosawa - Tokyo Sonata
- 2009: Elia Suleiman - Il tempo che ci rimane (The Time that Remains)

### Anni 2010-2019
- 2010: Aleksej Fedorčenko - Silent Souls (Ovsyanki)
- 2011: Milagros Mumenthaler - Aprire porte e finestre (Abrir puertas y ventanas)
- 2012: Reis Çelik - Lal Gece
- 2013: Mariana Rondón - Pelo malo
- 2014:
  - Mathieu Amalric - La camera azzurra (La chambre bleue)
  - Gastón Siriczman - Nueve segundos
- 2015: Ivan Ostrochovský - Koza
- 2016: Radu Jude - Inimi cicatrizate
- 2017: Valeska Grisebach - Western
- 2018: Roberto Minervini - Che fare quando il mondo è in fiamme? (What You Gonna Do When the World's on Fire?)
- 2019: 
  - Angela Schanelec - Ich war zuhause, aber
  - Pedro Costa - Vitalina Varela